# Drosophila anisoctena
Drosophila anisoctena är en tvåvingeart som beskrevs av Léonidas Tsacas 1980. Drosophila anisoctena ingår i släktet Drosophila och familjen daggflugor.
Artens utbredningsområde är Kongo-Kinshasa.